# Dendronephthya depressa
Dendronephthya depressa is een zachte koraalsoort uit de familie Nephtheidae. De koraalsoort komt uit het geslacht Dendronephthya. Dendronephthya depressa werd in 1895 voor het eerst wetenschappelijk beschreven door Kükenthal. 